# Lantana montevidensis
Lantana montevidensis е вид лантана от семейство Върбинкови (Verbenaceae). Родом е от Южна Америка. Известна е с различни наименования, като: спускаща се лантана, плачеща лантана, пълзяща лантана, малка лантана, лилава лантана или последваща храстовидна.

## Етимология
Името „лантана“ произлиза от латинското наименование на черна калина (Viburnum lantana), чиито цветя повърхностно наподобяват тези на лантаната.